# اومبرتو کروس
اومبرتو کروس (اسپانیایی: Humberto Cruz‎؛ زادهٔ ۸ دسامبر ۱۹۳۹) بازیکن فوتبال اهل شیلی بود.
از باشگاه‌هایی که در آن بازی کرده‌است می‌توان به باشگاه فوتبال کولو-کولو اشاره کرد.
وی همچنین در تیم ملی فوتبال شیلی بازی کرده‌است.